# Pont Saint-Léonard
Le pont Saint-Léonard, également appelé pont Maghin en référence à un ancien pont-levis, est un des ponts de la ville de Liège, sur la Meuse. Le nom « Pont Saint-Léonard » est l'appellation officielle et ce, à la suite d'une décision du Conseil communal du 11 mai 1866.

## Historique
Au XIIIe siècle, un fossé défensif alimenté par l'eau de la Meuse fut creusé à l'emplacement actuel de la place des Déportés et du parc Saint-Léonard. Cette douve longeait les remparts nord de la ville, où se trouvaient trois portes fortifiées : Vivegnis, Saint-Léonard et Maghin. Les deux dernières étaient équipées d’un pont-levis. Les ponts Saint-Léonard et Maghin, intégrés au système défensif de la ville, permettaient donc de franchir ce fossé appelé Fossé des Walles.
L’idée de jeter un pont entre la place des Déportés et la rue Ransonnet, sur la rive droite de la Meuse, remonte, quant à elle, à 1858.
Le premier pont Saint-Léonard fut achevé le 9 juin 1869.
Le 6 août 1914, on décida de saboter le pont de manière à freiner l’avance allemande, mais la charge d’explosif n’occasionna que peu de dégâts. Moins de deux jours plus tard, le trafic des piétons et des voitures était rétabli.
Après la guerre, on envisagea le remplacement de ce pont. En effet, le faible tirant d’air de son tablier rendait périlleuse la navigation sur la Meuse en cas de crues et entravait la circulation des tramways sur les quais. Le Pont Saint-Léonard fut finalement remplacé, en 1928, par un pont métallique à trois travées. Du type Cantilever, cet ouvrage comportait une arche centrale de 70 mètres et deux demi-arches de 36 mètres. Sa largeur était de 18 mètres. L’armée belge le fit sauter, avec succès, le 11 mai 1940.
Une nouvelle fois, il fallut reconstruire l’ouvrage. L’actuel Pont Saint-Léonard fut mis en service en 1952. Il s’agit d’un ouvrage à trois arches en béton précontraint, garni de pierres de taille.

### Liens externes

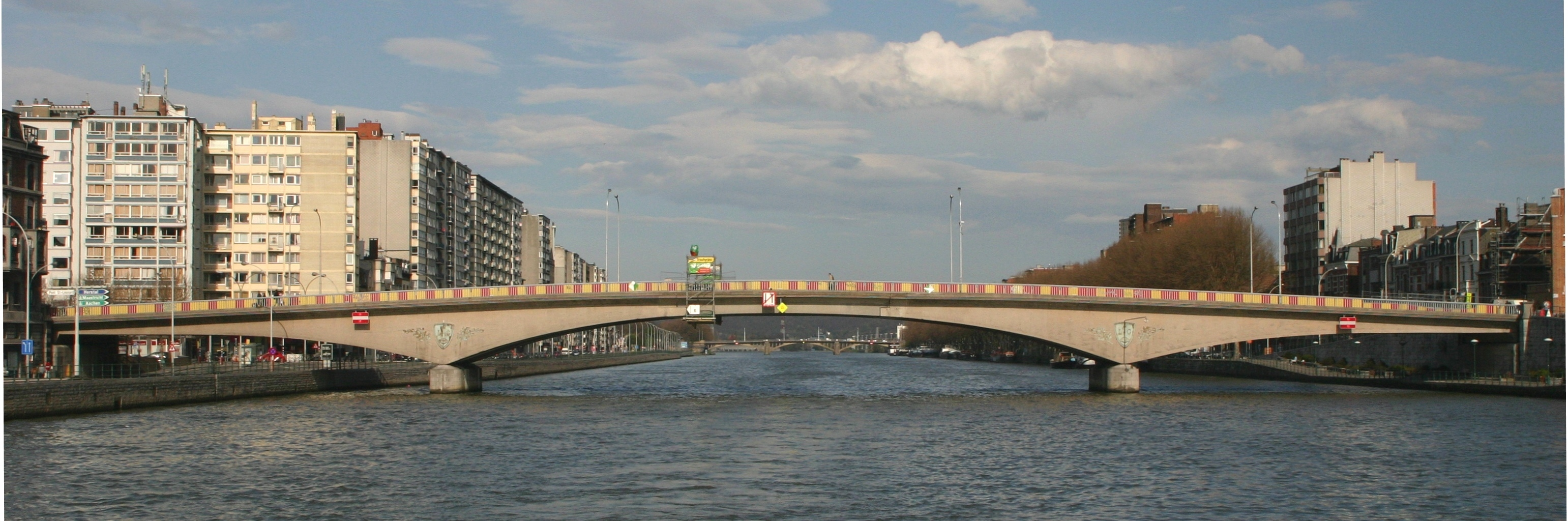
Le pont Saint-Léonard vu d'amont